# 佩讷达日奈
佩讷达日奈（法語：Penne-d'Agenais，法語發音：[pɛn daʒ(ə)nɛ]，意为“阿日奈的佩讷”）是法国洛特-加龙省的一个市镇，属于洛特河畔新城区。

## 地理
佩讷达日奈（44°23'19"N, 0°49'8"E）面积46.71 平方千米，位于法国新阿基坦大区洛特-加龍省，该省份为法国西南部内陆省份，北起多爾多涅省，西接吉倫特省和朗德省，南至热尔省，东临塔恩-加龙省和洛特省。
与佩讷达日奈接壤的市镇（或旧市镇、城区）包括：洛特河畔圣西尔韦斯特、瓦莱耶、欧拉杜、多斯、欧特法日拉图尔、马苏莱斯、特雷蒙、特朗泰勒、洛特河畔新城。
佩讷达日奈的时区为UTC+01:00、UTC+02:00（夏令时）。

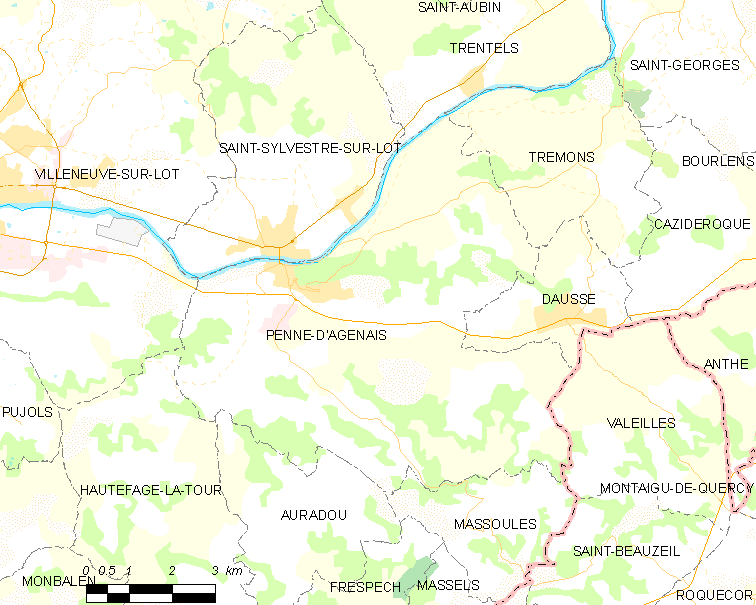
佩讷达日奈的OSM定位图

## 行政
佩讷达日奈的邮政编码为47140，INSEE市镇编码为47203。

## 政治
佩讷达日奈所属的省级选区为塞尔地区县。

## 人口

1962-2008年间佩讷达日奈人口变化图示

佩讷达日奈于2022年1月1日时的人口数量为2495人。